# كارسون إليس
كارسون إليس (بالإنجليزية: Carson Ellis)‏ هي رسامة توضيحية وفنانة أمريكية، ولدت في 5 أكتوبر 1975 في فانكوفر في كندا.

## وصلات خارجية
- الموقع الرسمي
- كارسون إليس على موقع ميوزك برينز (الإنجليزية)